# Архимандрит Арсеније (Матић)
Арсеније (световно Рајко Матић; Мрђановци, 18. јануар 1965) православни је архимандрит и игуман Манастира Бешеново.

## Биографија
Рођен је 18. јануара 1965. године у Мрђановцима код Купреса, где је завршио основну школу, а од 1980. до 1985. године похађао је Богословију света Три Јерарха у манастиру Крка. На Православном богословском факултету у Београду дипломирао је 2001. године, а након тога уписао магистарске студије.
Замонашио се на Благосвести 1985. године у манастиру Житомослић замонашио га је и у чин ђакона рукоположио митрополит дабробосански Владислав. Исти архијереј рукополаже га у чин јеромонаха, на Преображење 1985. године у Житомислићу, Манастиру Светог оца Николаја у Прибојској Бањи и он постаје део тамошњег братства
У манастир Милешеву преместио га је митрополит Владислав. Од 1989. године, по благослову митрополита црногорско-приморског Данила II и дабробосанског Владислава, одлази на испомоћ у манастир Острог.
За намесника игумана острошког Лазара (Аџића) и чувара кивота у Горњем манастиру, 1990. године, поставио га је митрополит црногорско-приморски Амфилохије Радовић.
По обнављању Милешевске епархије, 1992. године, епископ Георгије Ђокић поставља га за настојатеља манастира Милешеве и производи га у чин синђела. Одлуком Светог архијерејског синода Српске православне цркве, 2001. године, постављен је за професора Богословије светог Арсенија у Сремским Карловцима, у којој предаје Свето писмо Новог завета и литургику. Епископ сремски Василије поставаља га за сабрата и секретара манастира Крушедол, а управа над овом светињом била му је поверена 2010. и 2011. године.
За настојатеља манастира Бешеново именован је 2012. године. Епископ сремски господин Василије одликовао га је чином архимандрита, у карловачком Саборном храму, 23. новембра 2013. године.